# Michael Sailer (Chemiker)

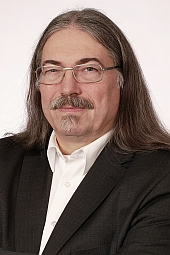
Michael Sailer (2009)

Michael Sailer (* 28. Oktober 1953 in Nürnberg) ist ein deutscher Diplom-Ingenieur für Technische Chemie, anerkannter Nuklearexperte sowie unter anderem Mitglied des Scientific & Technical Committee von EURATOM (STC) (2005–2013) und der deutschen Reaktor-Sicherheitskommission (1999–2014), deren Leitung er 2002 bis 2006 innehatte. Er gilt zugleich als einer der profiliertesten Kritiker der Kernenergie. Von 1980 bis 2019 arbeitete er am Öko-Institut e. V., ab 1999 als Mitglied der Geschäftsführung und von 2009 bis 2019 als Sprecher der Geschäftsführung.

## Leben und Wirken
Michael Sailer studierte Technische Chemie an der Technischen Universität Darmstadt und schloss sein Studium dort 1982 mit dem Diplom ab. Seit 1975 befasst er sich mit Fragen der Kernenergie und gelangte darüber im September 1980 zum Öko-Institut e.V., Büro Darmstadt. Die taz bezeichnete ihn als einen der profiliertesten Atomkritiker in Deutschland. Sailer baute im Institut den Fachbereich Nukleartechnik und Anlagensicherheit auf, dessen Leiter und Koordinator er seither war. Seit 1999 war er Mitglied der Geschäftsführung des Öko-Instituts und leitete das Darmstädter Institut, ab 2009 bis zu seinem Eintritt in den Ruhestand im August 2019 war er Sprecher der Geschäftsführung.
Seit 1980 arbeitete Sailer überwiegend als Gutachter und Sachverständiger im kerntechnischen Bereich. Tätigkeitsschwerpunkte dabei waren Fragen der Entsorgung und Endlagerung, der Sicherheit kerntechnischer Anlagen, der Proliferation (Weiterverbreitung von Kernwaffen) und Safeguards sowie Fragen zu Nuklearanlagen im benachbarten Ausland und in Osteuropa.
Am 11. März 1999 wurde Sailer als Mitglied in die Reaktor-Sicherheitskommission berufen, die das Bundesministerium für Umwelt, Naturschutz und nukleare Sicherheit berät. Von März 2002 bis März 2006 war er Vorsitzender dieser Kommission und damit oberster Gutachter für Reaktorsicherheit im Auftrag der Bundesregierung. Bis 2014 war er wieder einfaches Mitglied. Des Weiteren war er von 2008 bis 2019 Vorsitzender der Entsorgungskommission (ESK), Mitglied des ESK-Ausschusses „Endlagerung“ (alle im Auftrag des BMU) und 2005–2013 Mitglied des Scientific & Technical Committee von EURATOM (STC).
Zu Kritik aus dem Lager der Atomkraftgegner kam es, als Sailer 1996 die Blockaden der Castor-Transporte in Ahaus und Gorleben als ungeeignet kritisierte und sich stattdessen für atomare Endlager in Deutschland aussprach. Manche Aktivisten warfen ihm vor, „der Atomlobby auf den Leim gegangen“ zu sein, und nannten ihn einen Überläufer.
Sailer war 2011 Gast in Folge 14 des Podcasts „Alternativlos“ zum Thema Nuklearkatastrophe von Fukushima.
Von 2014 bis 2016 war er als Vertreter der Wissenschaft Mitglied in der Kommission Lagerung hoch radioaktiver Abfallstoffe (Endlagerkommission) gemäß § 3 Standortauswahlgesetz.

## Veröffentlichungen (Auswahl)
- B. Kallenbach-Herbert, M. Sailer: Erkenntnisse aus dem Vergleich von Anforderungen an Sicherheits[n]managementsysteme. 2008.
- B. Kallenbach-Herbert, M. Sailer: Langzeitaspekte der BE-Zwischenlagerung. 2003.
- B. Kallenbach-Herbert, M. Sailer, M. Steinhoff: Endlagerung wärmeentwickelnder radioaktiver Abfälle in Deutschland – Anhang sozioökonomische Auswirkungen. 2008.
- A. Minhans, M. Sailer, G. Schmidt: Endlagerung wärmeentwickelnder radioaktiver Abfälle in Deutschland – Anhang Langzeitsicherheitsnachweis. 2008.
- M. Sailer: Nuclear Energy, Renewable Energy and Peace. 2004.
- M. Sailer, I. Müller-Lyda: Endlagerung wärmeentwickelnder radioaktiver Abfälle in Deutschland – Anhang Safety Case. 2008.
- M. Sailer, G. Schmidt, J. Neles, M. Steinhoff, T. Brasser, I. Müller-Lyda, J. Droste: Endlagerung wärmeentwickelnder radioaktiver Abfälle in Deutschland – Hauptband. 2008.
- M. Sailer, M. Steinhoff: Endlagerung wärmeentwickelnder radioaktiver Abfälle in Deutschland – Anhang Umweltauswirkungen. 2008.